# ジョーダン・テイラー (バスケットボール)
ジョーダン・マイケル・テイラー（Jordan Michael Taylor, 1989年9月30日 - ）は、アメリカ合衆国のプロバスケットボール選手。ミネソタ州ブルーミントン出身。ポジションはポイントガード。

## 来歴
ウィスコンシン大学マディソン校でNCAAを経験するが、NBAドラフトにはかからずアトランタ・ホークスのサマーリーグに参加。
結局NBAロースター入りはならず、イタリアのヴィルトゥス・ローマと契約。
その後、イスラエル、ドイツ、トルコ、フランスとプレーし、2019-20シーズンはトニー・パーカーがオーナーを務めるアスヴェルでプレー。キャリア初となるユーロリーグでのプレーとなり、26試合に出場し、1試合平均19.8分の出場で、8.0得点、3.8アシスト、1.5リバウンドという成績を残した。
2020年、レバンガ北海道と契約。2021-2022シーズンはアルバルク東京でプレー。
2022年7月15日、ユーロカップとルーマニアのトップリーグであるリーガ・ナツィオナーラ (バスケットボール)（英語版）に所属するUーBT・クルジュナポカへの移籍が発表された。
2022年12月12日、ユーロカップとBBLに所属するロンドン・ライオンズとの契約が発表された。